# 東孝行
東 孝行（ひがし たかゆき、1933年12月 - 2018年2月21日）は、日本の法学者。専門は民事系（民法・民事訴訟法）。熊本県出身。

## 来歴
1933年12月熊本県生まれ。元久留米大学法科大学院法務研究科教授・法学博士（神戸大学）。元判事・久留米大学法科大学院法務研究科初代研究科長（2004.4-2007.3）。神戸大学大学院時代は、柚木馨に師事した。裁判官が民事裁判において作られる「手控え」と呼ばれるものを、「訴訟メモ」と称して、要件事実の整理に用いることを提唱している。

## 学歴
- 熊本大学法文学部卒業
- 神戸大学大学院法学研究科博士課程修了
- 1967年 法学博士（神戸大学）（学位論文「民法解釈における社会的所有権論の展開―所有権の私法的制限に関する諸問題の考察を中心として―」）

## 職歴
- 1964年 裁判官に任官(大阪地裁）

以後、大阪地裁、大阪高裁を中心に、福岡、岡山、秋田（大館支部）、甲府、長崎（佐世保支部）等勤務
- 1968年 司法研究員
- 1992年4月 福岡高裁那覇支部長
- 1994年10月 熊本家裁所長
- 1996年5月 広島高裁判事
- 1998年12月 定年退官
- 1998年12月 久留米大学教授
- 2004年4月 久留米大学法科大学院教授
- 2009年3月 久留米大学法科大学院教授退職

## 研究テーマ
- 所有権論・相隣関係法
- 環境法（公害）
- 法科大学院における要件事実論教育
- 判例による法の形成
- 民事訴訟法の運用論

## 主要著書
- 『公害訴訟の理論と実務』（有信堂、1971年）
- 『判例による法の形成』（信山社、1996年）
- 『相隣法の諸問題』（信山社、1997年）
- 『民事訴訟法の解釈と運用』（成文堂、1997年）
- 『要件事実論序論』（信山社、2006年）